# Toxabramis houdemeri
Toxabramis houdemeri és una espècie de peix d'aigua dolça de la família dels ciprínids i de l'ordre dels cipriniformes. Poden assolir els 14,8 cm de longitud total.
Es troba a la Xina i al Vietnam.